# خاندان سهل
خاندان سهل یا آل سهل، یکی از خاندان‌های ایرانی بودند که در دستگاه خلافت عباسی به قدرت رسیدند و صاحب منصب وزارت شدند. این خاندان از بازماندگان خاندان‌های حکومت‌گر ایرانی پیش از اسلام بودند و برخی نسب این خاندان را به شاهان کهن ایرانی می‌رسانند؛ اما عموم مورخان معتقدند نسب این خاندان به زادان فرخ از اهالی قریه‌ای از توابع سرخس خراسان می‌رسد. از برجسته‌ترین افراد این خاندان می‌توان به فضل بن سهل، حسن بن سهل، غسان بن عباد و رجاء بن ابی ضحاک اشاره کرد.

## تبار و پیشینه
آل سهل از جمله خاندان‌های ایرانی بودند که شاهد قدرت و نفوذ آن‌ها در دورهٔ خلافت عباسی هستیم. این خاندان به‌وسیلهٔ برامکه پرورش یافتند. هر دو خاندان در ابتدا دبیرانی زردشتی و از حامیان خاندان بنو منجم بودند که خدمات زیادی از خود به‌جای گذاشتند. خاندان سهل تلاش‌های فراوانی برای بازنمایی هویت ایرانی در دل خلافت اسلامی عباسیان کردند. این خاندان از دهقانان و زمین‌دارن بزرگ و بانفوذ منطقهٔ خراسان بودند. خاندان سهل از بازماندگان خاندان‌های حکومت‌گر ایرانی پیش از اسلام بودند و برخی نسب این خاندان را به شاهان کهن ایرانی می‌رسانند؛ اما عموم مورخان معتقدند نسب این خاندان به زادان فرخ از اهالی قریه‌ای از توابع سرخس خراسان می‌رسد و عنوان سرخسی را به فرزندان او نسبت می‌دهند که بعدها در سرخس خراسان ساکن شدند.
زادان فرخ در زمان حجاج بن یوسف ثقفی مأمور برگرداندن دیوان از فارسی به عربی شد. همچنین او یکی از مترجمان ایرانی است که در خدمت امویان بوده، کتابت دیوان را در دورهٔ زیاد بن ابیه، عبیدالله بن زیاد و حجاج بن یوسف بر عهده داشته‌است. او مردی با حافظهٔ بسیار خوب بود که بر عبیدالله ابن زیاد تسلط داشت و در نهایت در جنگ با عبدالرحمن ابن اشعث کشته شد. سهل یکی از فرزندان زادان فرخ بود که ابتدا بر دین زردشتی بود؛ سپس در زمان هارون الرشید اسلام آورد؛ گرچه برخی معتقدند به‌وسیلهٔ خلیفه مهدی اسلام آورده و عده‌ای برآنند که توسط سلام بن فرج، غلام یحیی بن خالد برمکی، مسلمان شده‌است. گفته شده‌است که دو فرزند سهل یعنی حسن و فضل در ابتدا از راه طالع‌بینی زندگی خود را می‌گذراندند؛ اما پس از مدتی به دربار عباسی راه پیدا کردند.

## دیوان‌سالاری عباسی
یکی از مهم‌ترین ویژگی‌های حکومت‌های اسلامی به‌خصوص خلافت عباسی، وسعت و استحکام نظام دیوان‌سالاری و نهادهای اداری آن‌هاست. از این جهت اهمیت داشت که کارگزاران و وزرای بلندپایهٔ ایرانی زمام امور را در سیاست‌های داخلی و خارجی به دست داشتند و حتی برخی از آن‌ها فرماندهی نظامی را در امور جنگی بر عهده داشتند. ایرانیان در شکل‌گیری حکومت، دیوان‌سالاری و جنبش‌هایی که ضد خلافت عباسی در عصر اول حکومت آن‌ها ایجاد شد، جایگاه تعیین‌کننده‌ای داشتند. سازمان اداری و کشورداری ایرانی در عصر اول عباسی به اوج خود رسید. در اصل در دورهٔ خلفای اموی، وزارت و دیوان‌سالاری قاعدهٔ منظمی نداشت و مستشارها با عنوان کاتب یا مشیر وظیفهٔ وزرا را به عهده داشتند؛ اما در دولت عباسی وزرا بر همهٔ سران دولتی ارجحیت داشتند. با این حال وظایف وزیر در این عصر درست مانند وظایف خلیفه نبود و به‌طور معمول وزارت جنبهٔ نظامی نداشت. به‌جز حسن بن مخلد نظامی دیگری را سراغ نداریم که به وزارت منصوب شده باشد.
اوایل سدهٔ چهارم، پوشاک وزیر شامل دراعه، پیراهن، جامهٔ آستین‌دار و موزه به‌رنگ سیاه بود. آن‌ها در آیین شرفیابی لباس تشریفات می‌پوشیدند که شامل قبا، شمشیر و عمامهٔ سیاه —که وزیر همیشه بر سَر داشت— بود. این خلعت‌هایی بود که هنگام انتصاب، خلیفه به وزیر اعطا می‌کرد. عادت وزیر بر آن بود که جز در روزهای معین نزد خلیفه نمی‌رفت. در اوایل قرن چهارم، شنبه و پنجشنبه شرفیاب می‌شد. همچنین در دارالخلافه وزیر اتاق مخصوصی داشت که با نزدیکانش آنجا اقامت داشت؛ اما از سال ۳۱۲ به بعد در دفتر مدیر تشریفات حضور داشت. این نکته نشان می‌دهد منزلت و جایگاه وزیر کاهش یافته بود. هر خلیفه‌ای خود وزیرش را تعیین می‌کرد؛ اما معمولاً وزیر خلیفهٔ پیشین در مقام خود ابقا می‌شد.
سال ۳۳۴ مهم‌ترین سال از لحاظ تاریخ وزیران است؛ چرا که در این سال آل‌بویه وارد بغداد شدند، کاتب امیر فاتح به‌جای وزیر نشست و عنوان وزارت منسوخ شد. چنان‌که هلال صابی در تاریخ الوزراء، وزیران قرن چهارم را به دو دسته تقسیم کرده‌است: ۱) وزیران دولت عباسی ۲) کاتبان عهد دیلمی.

## زمینهٔ تاریخی
خاندان عباسی به‌واسطهٔ عباس بن عبدالمطلب خود را منتسب به پیامبر اسلام می‌دانستند. دعوت عباسیان مانند اکثر جنبش‌های شیعی از کوفه آغاز شد و این شهر به‌عنوان مرکز مخالفان اموی میزبان قیام‌های شیعی بود. با توجه به ناکامی این دعوت در کوفه، به‌دلایل مختلفی مرکز آن به خراسان منتقل شد. خراسان بزرگ در دوره‌های مختلف تاریخی یکی از بزرگ‌ترین حوزه‌های تمدن ایران بود و شامل بلاد ماوراءالنهر، از ری تا کاشغر و از خوارزم تا قهستان، می‌شد. اهمیت جغرافیایی خراسان موجب شد تا در این منطقه مهم‌ترین حرکت‌های سیاسی تاریخ ایران و اسلام رقم بخورد. هرگاه حرکتی از شرق به غرب یا برعکس انجام می‌شد، خراسان مسیر اصلی این گذرگاه بود. ساسانیان نیز پس از به قدرت رسیدن توجهٔ ویژه‌ای به خراسان داشتند؛ به‌گونه‌ای که در میان شاهان ساسانی شاپور یکم، هرمز یکم، بهرام یکم و بهرام دوم پیش از جلوس، حکومت خراسان و عنوان پادشاهی کوشان را داشتند. اعراب مسلمان نیز با توجه به اهمیت آن، فتح نواحی شرقی به‌ویژه خراسان را در اولویت قرار دادند. از طرفی در اواخر خلافت اموی و اوایل خلافت عباسی، اغلب ساکنان این ناحیه از علاقه‌مندان به اهل بیت و خاندان نبوت بودند؛ پس ادامهٔ دعوت عباسیان در این ناحیه طبیعی است. ضمن اینکه آل عباس برای تحقق اهداف خود به افراد بانفوذ ایرانی که در خراسان بودند، نیاز داشتند؛ در نتیجه ایرانیان نقش مؤثری در به ثمر رساندن دعوت عباسی داشتند.
جنبش عباسیان در خراسان در پنجشنبه، ۲۵ رمضان ۱۲۹ق، در حالی آغاز شد که پیروان عباسی گِرد ابومسلم جمع شده بودند، لباس و پرچم سیاه را به‌عنوان نماد خود انتخاب کرده و به سیاه‌جامگان معروف شدند. در نهایت با پیروزی سپاه ابومسلم بر امویان، او لقب امیر آل احمد را برای خویش برگزید. ابوالعباس به‌عنوان اولین خلیفهٔ عباسی روی کار آمد و هدف اساسی عباسیان را انتقام از امویان برای خون‌های ریخته‌شدهٔ بنی هاشم اعلام کرد. او موفق شد مروان، آخرین خلیفهٔ اموی را از میدان به در کرده، به قتل برساند. عباسیان همان گونه که وعده داده بودند، پس از پیرزی انتقام سختی از امویان گرفتند. این نشان از کینه و دشمنی قدیمی این دو طایفه از عصر جاهلیت دارد. از سوی دیگر علویان نقش مؤثری در پیروزی عباسیان داشتند. علی‌رغم نقش مؤثر آن‌ها، عباسیان از ابتدای کار نسبت به شیعیان علی بن ابی‌طالب رفتار خشونت‌آمیزی داشتند. اوایل خلافت عباسی و در دورهٔ ابوالعباس سفاح، آن‌ها به‌طور دائمی مخالفان را سرکوب می‌کردند؛ در نتیجه علاوه بر آنکه موفق به نابودی بنی امیه شدند، آل علی و شیعیان را نیز -که در تشکیل این حکومت نقش بسزایی داشتند- از میدان به در کردند.
علاوه بر علویان، ایرانیان نیز نقش مهم و تعیین‌کننده‌ای در روی کار آمدن و تثبیت قدرت عباسیان داشتند؛ در نتیجه در این دوره فرصت زیادی برای ایفای نقش فعال در حوزهٔ اداری برای ایشان فراهم شد؛ تا حدی که بر بسیاری از مناصب مهم دولتی تسلط یافتند. عباسیان برخلاف بنی امیه ایرانیان را گرامی داشتند و زمام مهم‌ترین امور را به دست آنان سپردند. این امر به دو دلیل صورت گرفت: اول به‌خاطر مهارت ایرانیان در دیوان‌سالاری و حکومت‌داری و دوم به‌جهت نفوذ خاندان‌ها و حاکمان محلی ایرانی در خراسان. در این عصر ایرانیان از جایگاه برجسته‌ای برخوردار شدند و نفوذ فراوان آن‌ها در امر حکومت به‌گونه‌ای شد که بر مهم‌ترین دستگاه‌های اداری، نظامی، دبیری و استانداری چیره شدند.

## حسن بن سهل
به‌نقل از تاریخ طبری مأمون عباسی پیروزی و تثبیت خلافت خود را مدیون دو فرزند سهل یعنی حسن و فضل بود. نقش حسن بن سهل به‌عنوان حاکم بغداد در تحولات این دوره بسیار مهم است؛ چراکه حسن از دورهٔ هارون الرشید و خلیفه مهدی در دیوان بغداد در کنار برادرش فضل به دبیری می‌پرداخت و او همان کسی است که کتاب جاویدان خرد را از پهلوی به عربی ترجمه کرد. جایگاه حسن بن سهل به‌اندازه‌ای ارتقا یافت که نه‌تنها او و برادرش بلکه خویشاوندان و نزدیکان آن‌ها نیز دارای نفوذ و قدرت فراوان شدند و حتی محمد بن جعفر طالبی در مکه ادعای خلافت کرد؛ اما هنگامی که دید توان مقابله با خلیفه را ندارد به رجاء بن ابی‌ضحاک پناه برد، او نیز محمد بن جعفر را نزد حسن بن سهل فرستاد و با این روش فتنه را منکوب کرد.
دربارهٔ خصوصیات اخلاقی حسن بن سهل گفته‌اند که وی فردی عالم، دارای طبعی لطیف و مزاجی ملایم بود؛ چنان‌که توانست محبت خود را در دل مأمون جا دهد و توجه او را به خود جلب کند. او در دستگاه خلافت مأمون منزلت فراوان یافت و در ماجرای منازعات او با امین از مهم‌ترین مشاوران مأمون بود.
به‌نقل از جهشیاری در کتاب الوزراء و الکتاب حسن در سال ۱۹۶ق به‌ریاست دیوان خراج منسوب گردید. پس از دو سال خدمت در این مقام در سال ۱۹۸ پس از مرگ امین به امارت مناطق وسیعی از شمال عراق، جبال، حجاز، یمن، فارس و اهواز رسید. در آن زمان اهمیت و جایگاه حسن نزد خلیفه به‌گونه‌ای بود که هنگام عزیمت او به عراق در سال ۱۹۹، مأمون شخصاً او را مشایعت کرد. هنگام وداع مأمون به او گفت: «ابا محمد اگر چیزی می‌خواهی بگو» پاسخ داد: «آری امیرالمؤمنین، تو در دل خود چیزی برای من نگه‌دار که من بدون تو نمی‌توانم آن را حفظ کنم».
او پس از دریافت حکم مأموریتش درصدد جذب افرادی لایق و توانمند برآمد و افراد برجسته‌ای چون علی بن حسن، هرثمه بن اعین و غسان بن عباد به او پیوستند. پیشنهاد انتخاب حسن به‌عنوان حاکم بغداد توسط برادرش فضل مطرح شد. مأمون نامه‌ای به طاهر بن حسین نوشت و خواست که ولایات جبال، اهواز، بصره و کوفه را به حسن بن سهل واگذار کند و خودش برای نبرد با نصر بن شبث به رقه برود. انتخاب حسن به عنوان والی بغداد نشان از میزان اعتماد خلیفه به او دارد و از سوی دیگر چون این پیشنهاد از جانب فضل بود، می‌توان نتیجه گرفت فضل درصدد تثبیت قدرت خاندان خود در غرب قلمرو اسلامی بوده‌است. همچنین حسن بن سهل موفق شد شورش ابوالسرایا را در عراق سرکوب کند.
روایت‌هایی از ازدواج مأمون با پوران، دختر حسن بن سهل، نقل شده که نشان از شکوه و جلال مراسم ازدواج آنان دارد. حسن بن سهل آداب و سنن ایرانی را با شکوه هرچه تمام‌تر در مراسم ازدواج دخترش پوران به نمایش گذاشت. او مزرعه‌ها، قریه‌ها، کنیزان و غلامان زیادی به آنان تقدیم کرد؛ به‌طوری که نویسندهٔ تاریخ الفخری هزینهٔ مهمانی را تا ۵۰ میلیون درهم تخمین زده‌است. با این پیوند، جایگاه حسن نزد مأمون استحکام بیشتری یافت و پوران نیز از زنان پُرنفوذ دربار شد.
به‌نقل از طبری سرانجام حسن در صبح روز پنجشنبه ۲۵ ذوالقعده سال ۲۳۵ق در زمان متوکل در سامرا به‌علت مصرف بیش از حد دارو درگذشت.

## فضل بن سهل
فضل بن سهل سرخسی (ابوالعباس)، برادر کوچک‌تر حسن، در ۱۵۴ه‍.ق در سرخس متولد شد. او که در ابتدا نزد یحیی بن خالد برمکی مشغول به پیشکاری شد، دین زردشتی داشت و توسط یحیی بن خالد یا به‌روایتی توسط مأمون عباسی مسلمان شد. روایت است که فضل نامه‌ای از فارسی به عربی برای یحیی ترجمه کرد، یحیی از بیان شیوای وی استقبال کرد، بسیار از فضل تمجید نمود و او را به اسلام فراخواند. او فضل را برای این منظور نزد مأمون فرستاد و به این ترتیب فضل به دست مأمون مسلمان شد. مأمون او را گرامی داشت و پاداش نیکویی داد. او که در علم هیئت، ستاره‌شناسی و طالع‌بینی سررشته داشت، آیندهٔ مأمون را درخشان دید و در نزدیک‌شدن به او کوشید؛ تا حدی که او را مهم‌ترین عامل در تثبیت قدرت مأمون می‌دانند. نبوغ و استعداد فضل و تدابیر سنجیدهٔ او در ادارهٔ امور موجب شد تا هارون الرشید او را معلم مأمون قرار دهد.

### فضل در دستگاه مأمون
ارتقای جایگاه فضل در دستگاه خلافت و علاقهٔ وافر مأمون به او تا حدی پیش رفت که نبض تمام کارهای دولتی را دردست گرفت و تدابیرش بی‌کم‌وکاست مورد موافقت و استقبال مأمون قرار می‌گرفت؛ گرچه محبت فضل مدت‌ها پیش از به خلافت رسیدن مأمون در دل او جا گرفته بود و در اغلب امور از مأمون حرف‌شنوی داشت. هنگامی که امین، مأمون را از ولایتعهدی خلع کرد، فضل دستور داد تمام لشکریان به فرماندهی طاهر بن حسین در ری تجمع کنند و شرایط استقرار طولانی‌مدت را برای لشکریان فراهم کرد.
اوج اقتدار فضل در سال ۲۰۱، زمانی بود که او درخواست کناره‌گیری کرد و این درخواست ظاهراً نمایشی سیاسی برای کسب اختیارات و نفوذ بیشتر بود؛ چراکه موجب شد مأمون با تجلیل فراوان از او، اموال، مواجب و همچنین امتیازات بیشتری به او و برادرش ببخشد. در این دوره اقتدار و جایگاه فضل به‌حدی افزایش یافت که مأمون پرچم و علامتی مخصوص، به‌شکل نیزه‌ای دو شاخ، به او اختصاص داد. پرچم را نعیم بن خازم (از سرداران عرب) و علامت را علی بن هشام (از بزرگان و اشراف ایرانی خراسان) حمل می‌کردند.
پس از پیروزی مأمون بر امین —که مرهون تدابیر فضل بود— مأمون دستور داد تا همدان تا بلاد تبت و از دریای فارس تا دریای دیلم و گرگان تحت فرمان فضل باشند و ۳ هزار درهم به او حقوق داد. مأمون در نامه‌ای به فضل نوشت:
 تو با همکاری خود با من بر اطاعت خدا افزودی و سلطنت مرا استوار نمودی، از این پس تو را به مقام کسی برگزیدم، که هرچه بگوید اطاعت شود، هیچ‌کس از حیث مقام بر تو تقدم نخواهد داشت، من خدا را به تمام این مطلب گواه گرفته‌ام.
مخالفان نظامی فضل که از اعراب بودند، از جمله هرثمه بن اعین و نعیم بن خازم، او را متهم می‌کردند که او به بهانهٔ حمایت از آل علی قصد دارد حکومت را به‌سوی سلطنت پادشاهان ایرانی سوق دهد. در عراق نیز این‌گونه شایعه شده بود که فضل بر مأمون مسلط شده تا بدین وسیله علی بن موسی را به ولایتعهدی برساند. رنگ لباس و پرچم سیاه عباسیان به سبز تغییر یافت. عده‌ای معتقدند این اقدام از سوی فضل برای نزدیک‌کردن رنگ لباس به رنگ لباس شاهان ایرانی پیش از اسلام بوده‌است. فضل را گشاده‌دست، بخشنده، وفادار به عهد و بسیار سخنور وصف کرده‌اند. او به زبان عربی مانند فارسی مسلط بود و قرآن را به‌خوبی می‌خواند. از کاتبان نثرنویسی بود که بسیاری از آثار او مدون شد و اشعاری هم منسوب به اوست. وی به سنت‌های دهقانی ایرانی توجه می‌نمود و در حفظ آنان می‌کوشید. از او به‌عنوان مردی سخاوتمند، کریم و ثابت‌قدم یاد می‌شود که از سخن‌چینان دوری می‌کرد. همچنین شخصیتی بابصیرت داشت و در عقوبت و مجازات بسیار سخت‌گیر بود.
بسیاری از گفتارها، روش‌ها و سیاست‌های او در امور دیوانی و کشورداری در منابع ثبت شده‌است.وی از علاقه‌مندان و برجسته‌ترین افراد در علم نجوم به‌شمار می‌رفت. تبحر او چنان بود که مأمون در برخی تصمیم‌گیری‌های مهم از علم او بهره می‌برد. مأمون در انتخاب ساعت اعلام ولایتعهدی علی بن موسی الرضا نیز از او کمک خواست.

### رابطهٔ فضل با علی بن موسی
دربارهٔ مناسبات فضل و علی بن موسی الرضا گزارش‌های مختلف و متناقضی وجود دارد. عده‌ای فضل را شیعه خوانده‌اند و برخی از دشمنی او با علی بن موسی سخن گفته‌اند. دربارهٔ موافقت یا مخالفت خاندان سهل با ولایتعهدی علی بن موسی نیز روایات مختلفی وجود دارد.
محرک اصلی دعوت علی بن موسی الرضا به ولیعهدی، فضل بود. برخی آن را نقشهٔ مستقیم فضل می‌دانند که به‌وسیلهٔ مأمون عملی شد تا به این روش حکومت عباسیان را به علویان و از طریق آنان به ایرانیان برساند. از طرفی مأمون نیز با این اقدام اهداف خاصی را دنبال می‌کرد؛ او قصد داشت با ولایتعهدی علی بن موسی الرضا شورش علویان را آرام کند، نظارت مستقیم بر فعالیت‌های او داشته باشد و همچنین لباس مشروعیت بر قامت خلافت خود بپوشاند.مأمون با اتکا بر سیاست‌های فضل، مبنی بر ولایتعهدی علی بن موسی، شرایط بحرانی خلافت را برای مدتی به‌طور موقت آرام کرد. با این همه ظاهراً روابط علی بن موسی و فضل بیشتر به تیرگی می‌گرایید؛ چراکه از گماردن جاسوس برای علی بن موسی از سوی فضل و سخت‌گیری‌هایش نسبت به او گزارش‌هایی در دست داریم. از طرفی نیز گزارش شده که مأمون به‌اصرار علی بن موسی می‌خواست نماز عید فطر را در مرو برگزار کند؛ اما به‌توصیهٔ فضل بن سهل —که از محبوبیت او نزد مأمون نگران شده بود— از این اقدام جلوگیری کرد؛
اما مهم‌ترین موردی که این اختلاف را نشان می‌دهد، گزارش علی بن موسی از پنهان‌کاری فضل دربارهٔ اوضاع نابه‌سامان عراق به مأمون است.

### سرانجام فضل
در دوره‌ای که مأمون تصمیم گرفت از خراسان به بغداد بازگردد، به دو دلیل نسبت به فضل بدبین شد: اول آنکه فضل اخبار عراق و مخالفت‌های آن ناحیه را از مأمون پنهان کرده بود و دوم آنکه نارضایتی عباسیان و مردم از حکومت حسن بن سهل در بغداد را به گوش مأمون نرساند. همچنین از نفوذ گستردهٔ او نیز بیم داشت. خلیفه به مخالفت‌های فضل برای بازگشت به بغداد عنایتی نکرد. خلیفه در میان راهِ خراسان به بغداد چهار تن را مأمور کرد تا فضل و علی بن موسی را در حمام سرخس به قتل برسانند. در این هنگام علی بن موسی که از نقشه مطلع شد، از رفتن به حمام سَر باز زد؛ اما فضل طبق نقشه‌ای از پیش تعیین شده در حمام سرخس به‌دست ۴ تن از نزدیکان مأمون با ضرب شمشیر کشته شد.. این اتفاق در برخی منابع دوم شعبان سال ۲۰۲ و در برخی منابع محرم یا صفر ۲۰۳ تاریخ‌گذاری شده‌است. در ادامه مأمون برای رفع اتهام از خود و جلوگیری از شورش سپاهیان، فرمان به قصاص قاتلین داد و برای دستگیری آنان جایزه تعیین کرد تا خود را از این قتل مبری سازد. عباس بن هیثم دینوری آنان را دستگیر کرد و کشت. مأمون سَرهای قاتلین را به‌همراه نامهٔ تسلیت برای برادر فضل، حسن بن سهل، فرستاد، امتیازات فضل را به او واگذار کرد و از دختر حسن بن سهل خواستگاری نمود. این اقدامات جهت جلوگیری از وقوع بحران در راستای مرگ فضل در بغداد بود. سن فضل را هنگام مرگ ۴۲ تا ۶۰ سال ذکر کرده‌اند.

### القاب فضل
مشهورترین لقب فضل ذوالریاستین بود. این عنوان را مأمون به او داده بود؛ یعنی مردی که بر دو کار ریاست می‌کرد و آن دو کار، هم امور کشوری، هم امور لشکری بودند. او نخستین وزیری بود که هم‌زمان لقب و امارت داشت و ادارهٔ امور حکومت به او تفویض شده بود؛ به همین جهت در میان مردم به لقب الوزیر و الامیر نیز شهرت داشت.

## رجاء بن ابی‌ضحاک
برخی رجاء را اهل جرجیا (منطقه‌ای میان واسط و بغداد که از میان رفته‌است) و برخی اهل خراسان می‌دانند. از تاریخ تولد او اطلاعی در دست نیست؛ اما تاریخ مرگ او سال ۲۲۵ق ذکر شده‌است. در منابع نقل شده که او خویشاوندی نزدیکی با حسن بن سهل و فضل بن سهل داشت و احتمالاً پسر عموی آن‌ها بوده‌است؛ گرچه برخی در نسبت فامیلی رجاء با فضل بن سهل اختلاف‌نظر دارند و او را یکی از بستگان او می‌دانند. او از رجال حکومتی در عصر مأمون و معتصم بود و همان کسی بود که علی بن موسی الرضا را از مدینه به مرو منتقل کرد و گزارش‌هایی از این سفر به مأمون می‌داد. وی در این زمینه از مأمون دستور داشت تا علی بن موسی را برای پذیرش ولایتعهدی محترمانه به مرو آورد. بر پایهٔ روایتی که شیخ صدوق نقل می‌کند، برخی یاران علی بن موسی در میانهٔ سفر تصمیم به ترور رجاء گرفتند و علی بن موسی الرضا با عبارت «أ تُریدُ أنْ تقتل نفسا مومنه بنفس کافره» آن‌ها را از این کار منع نمود. مهدی لاجوردی مصحح کتاب عیون الاخبار الرضا معتقد است که از این عبارت مدح رجاء برداشت می‌شود.
رجاء در زمان مأمون، معتصم و واثق مسئولیت دیوان خراج را بر عهده داشت؛ پس از علی بن موسی الرضا و در زمان خروج مأمون از خراسان جانشین او شد و سپس در دوره‌ای به ولایت جرجان رسید.

## غسان بن عباد
غسان بن عباد بن ابی‌الفرج یکی از حاکمان خراسان در عصر خلافت مأمون بود که پس از رجاء بن ابی‌ضحاک در سال ۲۰۲ق از سوی حسن بن سهل به‌جای او نشست، پس از مدتی از این مقام برکنار شد و طاهر بن حسین به این مقام برگزیده شد. همچنین یعقوبی در گزارش‌های خود حکومت غسان در خراسان را حکومتی موفق می‌دانست که البته خلاف این گزارش به‌دست مأمون می‌رسید؛ چراکه همین امر موجب برکناری غسان شد. مأمون تهاجمات ترک‌ها به خراسان را از نشانه‌های ضعف غسان قلمداد کرد و این امر در نامه‌هایش به طاهر مشهود است.
نکتهٔ مهم دیگر رابطهٔ خوب غسان با خاندان سامانی بود که به‌دستور مأمون ایجاد شد؛ به‌طوری که او نوح بن اسد را حاکم سمرقند، احمد بن اسد را حاکم فرغانه و یحیی بن اسد را به حکومت چاچ برگزیده بود.مأمون پس از برکناری رجاء بن ابی‌ضحاک از حکومت خراسان غسان را جانشین او کرد. بعدها طاهر بن حسین موفق شد نظر خلیفه را نسبت به او تغییر دهد و غسان از حکومت خراسان برکنار شد. غسان بن عباد از خویشاوندان خاندان سهل محسوب می‌شد که در دستگاه خلافت عباسی از افراد برجسته به‌شمار می‌رفت.

## میراث
فضل بن سهل با حمایت از دبیران ایرانی از جمله احمد بن ابی خالد، وزیر آیندهٔ مأمون، آن‌ها را وارد دیوان‌های دستگاه خلافت کرد. او با دعوت از مترجمان به دربار مأمون موجب ترجمهٔ آثار علمی-فلسفی بسیاری به عربی شد. همچنین فضل بن سهل، خطی ابداع کرد که به ریاسی مشهور گشت که از آن خطوط دیگری همچون خط ریاسی بزرگ، خط نیم ریاسی، خط ثلث، خط محقق، خط منثور و… مشتق شد.

## منبع‌شناسی
هیچ منبع اختصاصی و مستقلی در رابطه با موضوع خاندان سهل موجود نیست، با این حال می‌توان اطلاعات مربوط به این حوزه را در سایر منابع اولیه و ثانویه مرتبط با عصر عباسی جست و جو کرد.